# 10925 Ventoux
10925 Ventoux (1998 BK30) là một tiểu hành tinh vành đai chính được phát hiện ngày 28 tháng 1 năm 1998 bởi P. Antonini ở Bedoin. Nó được đặt tên cho Mont Ventoux.